# Beatrice Rohner
Beatrice Rohner (* 24. April 1876 in Basel; † 9. Februar 1947 in Wüstenrot) war eine Schweizer evangelische Theologin.

## Leben
Rohner besuchte das Lehrerinnenseminar in Basel und arbeitete als Hauslehrerin in Paris. 1899 trat sie in den Deutschen Hilfsbund für christliches Liebeswerk im Orient bzw. das Armenierhilfswerk für die Opfer der Pogrome von 1895 bis 1896 ein. Sie war Lehrerin und Waisenhausmutter in Maraş. 1916 kümmerte sich Rohner in Aleppo um armenische Waisenkinder und zog einen Botendienst in die Konzentrationslager von Deir ez-Zor auf. Rohner brach zusammen, als die Behörden im Zuge des Völkermords an den Armeniern ihre Waisenkinder im März 1917 abtransportierten. Nach langer Rekonvaleszenz und Tätigkeiten als Bibelexegetin und Reisesekretärin des Deutschen Frauen-Missions-Gebetsbunds leitete sie ab 1932 ein evangelisches Gästehaus in Wüstenrot und verarbeitete ihre Erlebnisse in mehreren Schriften.